# Pseudaphritis porosus
Pseudaphritis porosus är en fiskart som först beskrevs av Leonard Jenyns 1842.  Pseudaphritis porosus ingår i släktet Pseudaphritis och familjen Pseudaphritidae. Inga underarter finns listade i Catalogue of Life.